# Nasser bin Hamad Al Chalifa

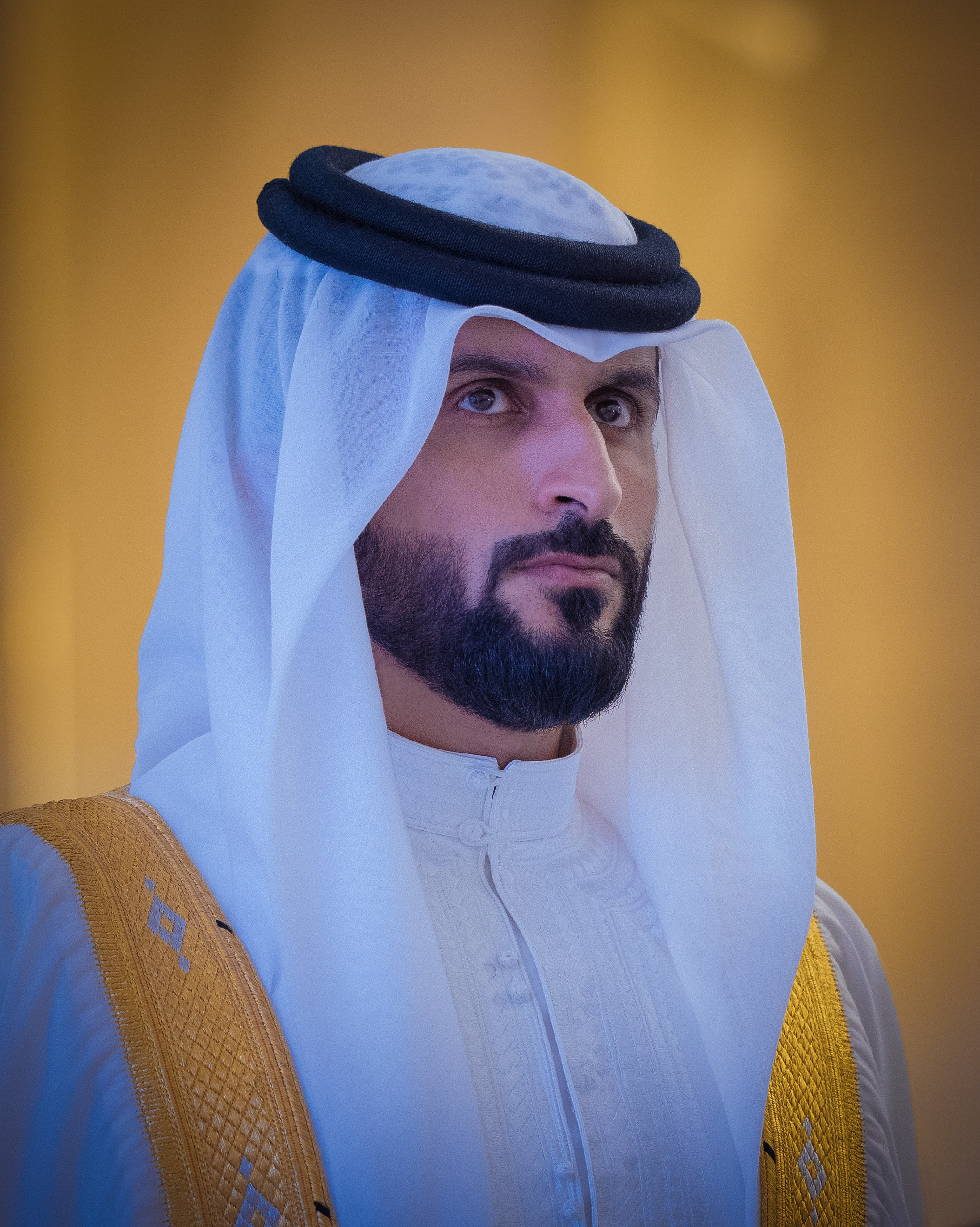
Nasser bin Hamad Al Chalifa (2021)

Scheich Nasser bin Hamad bin Isa Al Chalifa (arabisch ناصر بن حمد بن عيسى آل خليفة, DMG Nāṣir b. Ḥamad b. ʿĪsā Āl Ḫalīfa; * 8. Mai 1987) ist ein Mitglied der Herrscherfamilie Bahrains. Sein älterer Halbbruder ist der Kronprinz Salman bin Hamad bin Isa Al Chalifa. Er ist Kommandant der Königlichen Garde Bahrains, einem Zweig der Streitkräfte Bahrains.

## Leben
Nasser wurde 1987 als vierter Sohn von Hamad bin Isa Al Chalifa, dem König von Bahrain, geboren. Seine Mutter ist Sheia bint Hassan Al Ajmi. Er besuchte zuerst die Ibn Kuldoon National School in Bahrain. Danach besuchte er von 2005 bis 2006 als Kadett die Royal Military Academy Sandhurst. Von 2010 bis 2011 besuchte er die Marine Corps University in Quantico, Virginia in den USA. 2011 wurde er zum Kommandant der Königlichen Garde Bahrains, einem Zweig der Streitkräfte Bahrains, ernannt. Seit 2021 ist er außerdem stellvertretender Vorsitzender des Ausschusses für Energie und natürliche Ressourcen.

## Panama Papers
Laut den Panama Papers besaß er gemeinsam mit seinem Bruder Khalid eine Briefkastenfirma auf den Britischen Jungferninseln.

## Foltervorwürfe
Während des Arabischen Frühlings gab es Proteste der mehrheitlich schiitischen Bevölkerung Bahrains gegen das sunnitische Königshaus. Bahrains Opposition wirft ihm vor, dabei Gefangene gefoltert zu haben. An der Folter von drei Gefangenen soll er direkt beteiligt gewesen sein. Bahrains Regierung bestreitet die Vorwürfe. Während den Protesten erließ Nasser ein Dekret, das dem bahrainischen Militär erlaubte, Militärgerichte zu bilden, die über Demonstranten urteilen.

## Sportswashing
Nasser ist Gründer des Radsportteams Bahrain Victorious, dem auch der im Juni 2023 verstorbene Radsportler Gino Mäder angehörte. Kritiker werfen ihn aufgrund von Menschenrechtsverletzungen Sportswashing vor.

## Familie
Nasser ist seit 2009 mit Scheicha bint Muhammad Al Maktum verheiratet. Ihr Vater Muhammad bin Raschid ist Herrscher über das benachbarte Dubai und vom Londoner High Court wegen Drohung, Entführung und Folter verurteilt. Ihr Bruder Hamdan ist Kronprinz Dubais.
Nasser ist Vater von vier Söhnen und einer Tochter aus dieser Ehe.
- Sheema (* 2010)
- Hamad (* 2012)
- Mohammed (* 2012)
- Hamdan (* 2018)
- Khalid (* 2022)